# Ryder Cup 2008
Ryder Cup 2008 var den 37:e upplagan av lagtävlingen i golf som spelas mellan USA och Europa. Tävlingen avgörs genom matchspel. 2008 års match spelades den 19-21 september på Valhalla Golf Club i Louisville, Kentucky. Europa var titelförsvarare efter att år 2006 ha vunnit på The K Club i Straffan, Irland.

## Format
Tävlingen består av 28 matcher, fördelade på tre dagar (fredag - söndag) enligt följande:
- Dag 1 Fyra foursome-matcher på förmiddagen, följt av fyra fyrboll-matcher på eftermiddagen
- Dag 2 Fyra foursome-matcher på förmiddagen, följt av fyra fyrboll-matcher på eftermiddagen
- Dag 3 Tolv singelmatcher

En vunnen match ger 1 poäng, medan en oavgjord match ger ½ poäng. Laget som först når 14½ poäng har vunnit. Vid oavgjort 14-14 behåller de regerande mästarna (Europa) trofén.

## Lagen
Reglerna för uttagning är olika i USA och Europa. I USA skedde uttagningen efter ett poängsystem baserat på resultat i alla fyra majors 2007, samt på resultat på PGA-touren 2008. De åtta första på denna poänglista kvalificerades automatiskt (Tiger Woods var etta på listan, men lämnade återbud p.g.a. skada, så spelare 2-9 blev direktkvalificerade). Därutöver fick kaptenen Paul Azinger välja ytterligare fyra spelare till laget.
Till Europas lag kvalificerade man sig genom att vara bland de fem första européerna på golfens världsranking, eller genom att vara bland de fem första européerna (bland de som inte kvalificerat sig från världsrankingen) på Europatourens poänglista, där 1 Euro = 1 poäng. Kaptenen Nick Faldo fullbordade därefter tolvmannalaget med två egna val.
| USA Kapten: Paul Azinger       |               |
| Namn                           | Världsranking |
| Phil Mickelson                 | 2             |
| Stewart Cink                   | 9             |
| Kenny Perry                    | 17            |
| Jim Furyk                      | 13            |
| Anthony Kim                    | 15            |
| Justin Leonard                 | 23            |
| Ben Curtis                     | 33            |
| Boo Weekley                    | 35            |
| Steve Stricker (kaptenens val) | 8             |
| Hunter Mahan (kaptenens val)   | 37            |
| J. B. Holmes (kaptenens val)   | 55            |
| Chad Campbell (kaptenens val)  | 53            |

| Europa Kapten: Nick Faldo   |               |
| Namn                        | Världsranking |
| Pádraig Harrington          | 4             |
| Sergio García               | 5             |
| Lee Westwood                | 12            |
| Henrik Stenson              | 6             |
| Robert Karlsson             | 21            |
| Miguel Ángel Jiménez        | 18            |
| Graeme McDowell             | 31            |
| Justin Rose                 | 14            |
| Søren Hansen                | 44            |
| Oliver Wilson               | 48            |
| Ian Poulter (kaptenens val) | 25            |
| Paul Casey (kaptenens val)  | 36            |

## Resultat

### Dag 1
| Foursomes                   | Foursomes | Foursomes | Foursomes | Foursomes                          |
| --------------------------- | --------- | --------- | --------- | ---------------------------------- |
| Phil Mickelson Anthony Kim  |           | lika      |           | Pádraig Harrington Robert Karlsson |
| Justin Leonard Hunter Mahan | 3 & 2     |           |           | Paul Casey Henrik Stenson          |
| Stewart Cink Chad Campbell  | 1 upp     |           |           | Justin Rose Ian Poulter            |
| Kenny Perry Jim Furyk       |           | lika      |           | Lee Westwood Sergio García         |

| Fyrbollar                   | Fyrbollar | Fyrbollar | Fyrbollar | Fyrbollar                          |
| --------------------------- | --------- | --------- | --------- | ---------------------------------- |
| Phil Mickelson Anthony Kim  | 2 upp     |           |           | Pádraig Harrington Graeme McDowell |
| Steve Stricker Ben Curtis   |           |           | 4 & 2     | Ian Poulter Justin Rose            |
| Justin Leonard Hunter Mahan | 4 & 3     |           |           | Sergio García Miguel Ángel Jiménez |
| J. B. Holmes Boo Weekley    |           | lika      |           | Lee Westwood Søren Hansen          |

| Efter första dagen: | \| USA \| 5½ \| 2½ \| Europa \| |    |        |
| USA                 | 5½                              | 2½ | Europa |

### Dag 2
| Foursomes                   | Foursomes | Foursomes | Foursomes | Foursomes                            |
| --------------------------- | --------- | --------- | --------- | ------------------------------------ |
| Chad Campbell Stewart Cink  |           |           | 4 & 3     | Justin Rose Ian Poulter              |
| Justin Leonard Hunter Mahan |           | lika      |           | Miguel Ángel Jiménez Graeme McDowell |
| Phil Mickelson Anthony Kim  |           |           | 2 & 1     | Henrik Stenson Oliver Wilson         |
| Jim Furyk Kenny Perry       | 3 & 1     |           |           | Pádraig Harrington Robert Karlsson   |

| Fyrbollar                   | Fyrbollar | Fyrbollar | Fyrbollar | Fyrbollar                      |
| --------------------------- | --------- | --------- | --------- | ------------------------------ |
| J. B. Holmes Boo Weekley    | 2 & 1     |           |           | Søren Hansen Lee Westwood      |
| Ben Curtis Steve Stricker   |           | lika      |           | Sergio García Paul Casey       |
| Jim Furyk Kenny Perry       |           |           | 1 upp     | Ian Poulter Graeme McDowell    |
| Phil Mickelson Hunter Mahan |           | lika      |           | Henrik Stenson Robert Karlsson |

| Efter andra dagen: | \| USA \| 9 \| 7 \| Europa \| |   |        |
| USA                | 9                             | 7 | Europa |

### Dag 3
| Singlar        | Singlar | Singlar | Singlar | Singlar              |
| -------------- | ------- | ------- | ------- | -------------------- |
| Anthony Kim    | 5 & 4   |         |         | Sergio García        |
| Hunter Mahan   |         | lika    |         | Paul Casey           |
| Justin Leonard |         |         | 5 & 3   | Robert Karlsson      |
| Phil Mickelson |         |         | 3 & 2   | Justin Rose          |
| Kenny Perry    | 3 & 2   |         |         | Henrik Stenson       |
| Boo Weekley    | 4 & 2   |         |         | Oliver Wilson        |
| J. B. Holmes   | 2 & 1   |         |         | Søren Hansen         |
| Jim Furyk      | 2 & 1   |         |         | Miguel Ángel Jiménez |
| Stewart Cink   |         |         | 2 & 1   | Graeme McDowell      |
| Steve Stricker |         |         | 3 & 2   | Ian Poulter          |
| Ben Curtis     | 2 & 1   |         |         | Lee Westwood         |
| Chad Campbell  | 2 & 1   |         |         | Pádraig Harrington   |

| Slutställning: | \| USA \| 16½ \| 11½ \| Europa \| |     |        |
| USA            | 16½                               | 11½ | Europa |

Detta var den största segermarginalen för USA sedan 1981. Den avgörande putten som säkrade segern för USA:s lag sänktes av Jim Furyk i hans match mot Miguel Ángel Jiménez.